# ماو (تشاد)
ماو هي مدينة في تشاد، وهي عاصمة إقليم كانم ومقاطعة كانم. تُعدّ المدينة السادسة عشر من حيث عدد السكان في تشاد، وتقع على بعد 226 كيلومتر (140 ميل) شمال شرق انجمينا.
تتميز جغرافية مؤ بالكثبان الرملية والنباتات المتناثرة على حدود الصحراء الكبرى، الغالبية العظمى من سكان مؤ مسلمون.ويوجد فيها نوعان من الكنائس المسيحية (واحد الكاثوليكية واحد البروتستانت).
كما هو الحال في المناطق التشادية الأخرى، يحكم مؤ سلطان تقليدي ومسؤولون في الحكومة المركزية. سلطان كانم، الذي يقيم في ماو، هو الزعيم التقليدي لشعب كانيمبو، وقد تعرقلت التحركات نحو اللامركزية بسبب العلاقات المعقدة والمتوترة أحيانًا بين الحكام التقليديين في تشاد والسلطات الوطنية.

## التاريخ
أُنشِئت ماو في عام 1898 من قبل السلطان علي، وكانت ماو المركز الإداري الفعال في الشمال.
في 18 يوليو 2010، توفي سلطان كانم، عليفا علي زيزرتي، في مستشفى في انجمينا عن عمر ناهز 83 عامًا، من مضاعفات نوبة قلبية. كان الحاكم التاسع والثلاثون لسلالة كانم، وقد حكم منذ عام 1947. ودُفن في مؤ.
في أكتوبر 2013، اندلعت أعمال شغب في سوق مؤ الرئيسي ضد إدارة إدريس ديبي إتنو بعد إطلاق النار على أحد المدنيين على يد ضابط مقرب من ديبي.
في 30 سبتمبر 2015، في حوالي الساعة 8 مساءً، اندلع حريق كبير في السوق الرئيسي لماو. لم يحدد السبب وارء الحريق، كما لن ترد أي بيانات عن سقوط وفيات.
في 12 مايو 2016، في الساعة 5 صباحًا، انتشر حريق كبير في جميع أنحاء السوق الرئيسي لماو، والثاني في أقل من عامين. بدأ الحريق في مستودع وقود قريب. ولم ترد أنباء عن وقوع إصابات.

## المواصلات
المنطقة معزولة للغاية والسفر البري صعب (على طول المسارات الرملية التي لا يمكن السير عليها إلا باستخدام مركبات رباعية الدفع أو الجمال). يوجد في المدينة مطار صغير، مطار ماو (إياتا: AMO، إيكاو: FTTU) مع مدرج مرصوف.

## الاقتصاد
في أيام الأربعاء، وهو "يوم السوق الكبير"، تُباع المنتجات الطازجة مثل البصل والثوم والتمر والجزر والطماطم والخيار وأحيانًا الباذنجان، والتي قدمتها منظمة الأمم المتحدة للأغذية والزراعة في عام 2009. كما تُباع الفواكه، وخاصة الموز وأحيانًا المانجو والبابايا والجوافة . يتوفر الدخن أيضًا في كلا النوعين الأبيض والأحمر.

## التركيبة السكانية
| عام  | تعداد السكان |
| ---- | ------------ |
| 1993 | 13277        |
| 2009 | 35468        |
| 2019 | 50000        |

يتوافق عدد السكان لعامي 1993 و 2009 مع التعداد الرسمي، وقد قُدّر لعام 2019 بناءً على النمو السكاني في منطقة كانم.